# Андерсон Силва
Андерсън да Силва (на португалски: Anderson da Silva) е бразилски професионален ММА боец, състезаващ се в шампионата на (UFC), бивш Световен шампион на UFC в средна категория. Силва е притежател на рекорда за най-дълъг престой с шампионската титла в историята на UFC, като престоят му е точно 2457 дни. Това започва през 2006 г. и завършва през 2013 г., като бразилският боец защитава титлата си в UFC с 16 поредни победи. Президентът на UFC Дейна Уайт, водещият коментатор на UFC Джо Роган и многобройните анализатори на смесените бойни изкуства (MMA) определят Силва като най-великият ММА боец на всички времена. Към 5 август 2019 г. той заема позиция №14 в официалната ранглиста на UFC в средна категория.